# Литвиново (Себежское)
Литвиново — деревня в Себежском районе Псковской области России. Входит в состав сельского поселения «Себежское».

## География
Находится на юго-западе региона, в центральной части района, в лесной местности у озера Вятитерьво, на территории национального парка «Себежский».
Уличная сеть не развита.

## История
В 1802—1924 годах земли поселения входили в Себежский уезд Витебской губернии.
В 1941—1944 гг. деревня находилась под фашистской оккупацией войсками Гитлеровской Германии.
До 1 января 2011 года деревня Литвиново входила в ныне упразднённую Глембочинскую волость. В 2010 году, согласно Закону Псковской области от 03.06.2010 № 984-ОЗ, деревня Литвиново после объединения пяти волостей (Глембочинской, Долосчанской, Дубровской, Лавровской и Томсинской) вошла в образованное муниципальное образование «Себежское сельское поселение».

## Население
| 2001 | 2002 | 2010 |
| ---- | ---- | ---- |
| 13   | ↗14  | ↗15  |

Согласно результатам переписи 2002 года, в национальной структуре населения русские составляли 100 % от общей численности в 14 чел..

## Инфраструктура
Личное подсобное хозяйство.

## Транспорт
Деревня доступна по просёлочным дорогам.
От а/д Опочка-Дубровка-до границы с Республикой Беларусь (на Полоцк) км.44+220 до дер. Литвиновка идёт автомобильная дорога общего пользования местного значения (идентификационный номер 58-254-501 ОП МП 58Н-007), длиной 1,2 км.